# Zucca (araldica)
In araldica la zucca è utilizzata di frequente come arma parlante. Poiché in passato veniva impiegata per conservare il sale, ha spesso il significato di cosa saporita, mentre la sua rappresentazione come zucca galleggiante vuole essere di auspicio che la famiglia non andrà mai a fondo nella società, ed è quindi simbolo di insommergibilità.

Di rosso, alla zucca d'oro (stemma della famiglia de Gordes di Francia)
Di rosso, alla zucca d'oro, al mantello dello stesso, caricato di due zucche pure di rosso (Gordes, Francia)
D'azzurro, a tre zucche d'oro (Saint-Calais, Francia)